# テレフォニカ
テレフォニカ（西: Telefónica, S.A.）は、スペイン・マドリードに本拠を置く大手通信事業者。スペインおよびスペイン語圏のラテンアメリカ諸国で最大の通信事業者であり、イギリス・ドイツ・アメリカ合衆国などでも事業を展開している。マドリード証券取引所、ロンドン証券取引所、ニューヨーク証券取引所上場企業（BMAD: TEF、LSE: TDE、NYSE: TEF）。
傘下には、テレフォニカ・モバイルズ（スペイン最大の携帯電話会社）、Terra S.A.（インターネットサービス会社）、TPIなどがある。

## 沿革
1924年にコンパニーア・テレフォニカ・ナショナル・デ・エスパーニャ（Compañía Telefónica Nacional de España、CTNE）として設立される。1997年にスペイン政府は電気通信市場を自由化し、国内唯一の通信業者であったテレフォニカを民営化した。現在でも国内市場における優位性を保っている。2005年7月、ポータルサイトLycosを当時運営していたTerra Lycos社の買収を完了した。
2006年にはイギリスの携帯電話会社O2 plcを買収して子会社とし 、O2ブランドによりイギリスやドイツのモバイル通信においても有力な地位を保持している。2015年、O2を香港のハチソン・ワンポアに売却する計画が浮上したが、2016年4月、イギリス当局が反対を表明、5月、競争を阻害するとして欧州委員会により阻止された。
2009年よりチャイナ・ユニコムと業務提携を行っている。また2013年10月より、NECと提携し、仮想CPEの商用化に向けた共同実験を開始、その後も両社の提携関係が継続している。

## スポーツへのスポンサー活動
モータースポーツへのスポンサー活動を積極的に行っており、4輪競技のパリ・ダカール・ラリーや2005年度のF1世界チャンピオンのルノーF1のスポンサーとしても知られる。（2007年にフェルナンド・アロンソのマクラーレン移籍に伴い、撤退）
当初はスペイン国内の自動車レースだったワールドシリーズ・バイ・ニッサンを設立初期からサポートしてもいる。2輪のロードレース世界選手権にも大規模な活動を行っていたが2005年に一時撤退。2014年シーズンより傘下のモビスターがヤマハ・モトGPのスポンサーとなっている。
2011年シーズンからサイクルロードレースにおいて傘下のモビスターがケス・デパーニュからメインスポンサーを引き継ぐ形でモビスター・チームとして活動している。